# Veikko Ruotsalainen
Veikko Hannes Ruotsalainen, född 12 maj 1908 i Sonkajärvi i Kuopio län, död 5 mars 1986 i Villmanstrand i Kymmene län, var en finländsk utövare av längdåkning som tävlade under 1920-talet. Han ingick i laget som kom på andra plats i uppvisningsgrenen militärpatrull i Sankt Moritz 1928.